# Vila São Luiz (Duque de Caxias)
Vila São Luiz é um bairro do município brasileiro de Duque de Caxias, estado do Rio de Janeiro. Sendo localizado no 1º distrito do município.

## História
O povoamento na região começou por volta do século XVI. Pois em 1568, Brás Cubas, provedor da Fazenda Real e das capitanias de São Vicente e Santo Amaro recebeu, em doação de sesmaria, 3.000 braças de terras de testada para o mar e 9.000 braças de terras de fundo para o rio Meriti. A atividade econômica no local provinha do cultivo da cana-de-açúcar. O milho, o feijão e o arroz tornaram-se, também, importantes produtos auxiliares durante esse período.
Apenas em 1924 instalou-se a primeira rede elétrica no município. Com a abertura da Rodovia Rio-Petrópolis (hoje rodovia Washington Luís) em 1928. Inúmeras empresas compraram terrenos e se instalaram na região devido à proximidade com o Rio de Janeiro, trazendo prosperidade.
Se localiza beirando a Rodovia Washington Luís (BR-040), distante a 10 minutos do Centro de Duque de Caxias, 45 minutos do centro do Rio  45 minutos de Petrópolis.
Existem 4 vias principais que cortam o bairro:
- Av. Expedicionário José Amaro: Começa na Avenida Tancredo Neves e termina na Rod. Washington Luís.
- Rua 14 de Julho: Começa na rua Baltazar da Siqueira e termina na Rod. Washington Luiz.

- Av. Tancredo Neves (Antiga Itatiaia): Começa no viaduto do Centenário e termina na Rua Dr. Laureano.

- Rua Prudente de Morais: Começa na rua Itaciba, cortando o bairro e terminando sem saída próximo a Rod. Washington Luiz.

## Esportes
O Bairro é um reduto esportivo, com uma ampla Praça de Esportes e Lazer a "Praça da Apoteose". Esta praça possui 2 quadras poli-esportivas e 2 campos de grama sintética.
O clube esportivo Grêmio Recreativo Juventus, atua desde 1996 em um dos campos de grama sintética, de segunda à sexta feira, com atividades esportivas sociais e de alto rendimento. Aos domingos o Grupo Matutino fundado em 1984 desde a inauguração da praça da apoteose, joga em um dos campos de grama sintética pela manhã , sendo um dos grupos mais antigos em atividade.
Nos finais de semana a comunidade tem horários agendados para utilização dos campos em jogos amistosos amadores.